# Étienne Blanc
Pour les articles homonymes, voir Blanc (homonymie).
Étienne Blanc, né le 29 août 1954 à Givors (Rhône), est un homme politique français.
Membre des Républicains (LR), il est maire de Divonne-les-Bains de 1991 à 2019, député de la 3e circonscription de l'Ain de 2002 à 2016, 1er vice-président du conseil régional d'Auvergne-Rhône-Alpes de 2016 à 2020 et candidat à la mairie de Lyon lors des élections municipales de 2020. Il est élu sénateur du Rhône le 27 septembre 2020.

## Biographie

### Situation personnelle
Né le 29 août 1954 à Givors (Rhône), père de deux enfants, il vit une grande partie de son enfance entre Vienne, Lyon, le département de l'Ain et Givors, où sa famille est propriétaire d'une chapellerie.
Il fait des études de droit à Lyon III, avant de prêter serment à la cour d’appel de Lyon et de continuer à y plaider. Il est titulaire d'un diplôme d'études supérieures spécialisées (DESS) de droit judiciaire privé et du certificat d'aptitude à la profession d'avocat.
Selon Le Point, « Membre de la Corporation des étudiants en droit et administrateur de la Société mutuelle des étudiants de la région Rhône-Alpes (Smerra), il s'investit en 1978 dans la campagne du RPR pour les élections législatives de Lyon, au côté de Michel Noir. Jeté dans le Rhône par des militants communistes, il voit ses ardeurs renforcées par ce baptême de l'eau ».

### Parcours politique

#### Politique locale
Après ses études, Étienne Blanc s'installe à Bourg-en-Bresse, où il est élu conseiller municipal d'opposition en 1983 pour un mandat.
En 1991, à la faveur d'une élection municipale partielle, il est élu maire de Divonne-les-Bains, mandat auquel il sera réélu quatre fois jusqu'à sa démission en 2019. À ce titre, il est président de la communauté de communes du Pays de Gex de l'établissement de celle-ci en 1995 à 2014.
Candidat à la mairie de Lyon aux élections municipales de 2020, sa liste obtient 17,01 % des voix au premier tour et termine à la deuxième place. Elle fusionne entre les deux tours avec celle de La République en marche, menée par Yann Cucherat, qui est largement battue par la liste d'union d'Europe Écologie Les Verts et de la gauche menée par Grégory Doucet.

#### Politique régionale
Conseiller régional de 1992 à 2002 sous Charles Millon puis Anne-Marie Comparini, il est candidat aux primaires de l'UMP pour la désignation de la tête de liste pour les élections régionales de 2010 en Rhône-Alpes, mais est battu par Françoise Grossetête.
En janvier 2016, il est élu premier vice-président du conseil régional d'Auvergne-Rhône-Alpes sous Laurent Wauquiez, chargé des finances, de l'administration générale, des économies budgétaires et des politiques transfrontalières. Il s'implique dans le sauvetage du musée des Tissus et des Arts décoratifs, à l'époque condamné à la fermeture, par le refus de la ville et la métropole de Lyon de participer au financement.
Il conduit le plan d'économie sur le fonctionnement de la région, atteignant en trois ans l'objectif de 300 millions d'euros de réduction des dépenses de fonctionnement à la faveur de l'investissement,,.

#### Député
Il est élu député le 16 juin 2002, dans la 3e circonscription de l'Ain. Membre du groupe UMP, il rapporte trois lois depuis le début de son mandat, dont deux lois sur la simplification administrative (sujet qu'il considère comme central dans l’amélioration du fonctionnement des échelons institutionnels en France et la baisse de la dépense publique) et une loi sur le statut des membres de la Cour des comptes. Il a de plus été membre de la commission d'enquête sur l'affaire dite d'Outreau.
Le 17 juin 2007, il est réélu député au second tour, après avoir manqué sa réélection dès le premier tour de trois voix. Lors de son second mandat, il est rapporteur de la mission d'information sur l'exécution des décisions de justice pénale concernant les personnes majeures, rapporteur de la proposition de loi créant de nouveaux droits pour les victimes et améliorant l'exécution des peines et rapporteur de la loi de protection des sources journalistiques. En octobre 2008, il est également rédacteur d'un projet de loi de simplification du permis de chasse et exprime son désaccord sur la mise en place des carnets de battue,.
Il obtient un troisième mandat de député lors des élections législatives de 2012, obtenant 55,2 % des voix au second tour face au socialiste Jean-Marc Fognini. Il démissionne de l'Assemblée nationale le 10 mars 2016 en raison de l'interdiction du cumul des mandats et privilégie sa fonction de maire.
En tant que député, il s'implique à partir de 2011 pour trouver un nom aux habitants du département de l'Ain. Pour lui, cette particularité nuit en effet au développement économique du département. Depuis juin 2018, à la suite d'une consultation en ligne, les habitants de l'Ain sont désignés par le gentilé « Aindinois » et « Aindinoise ».
En 2013, il poursuit en justice le Syndicat de la magistrature après avoir été épinglé sur le « mur des cons ».
Il se déclare hostile au mariage homosexuel. En 2012, il signe un appel à la protection de l'enfance et promet, en tant qu'élu local, de ne pas marier des couples de même sexe. Il s'engage en 2014 aux côtés de La Manif pour tous à soutenir aux élections sénatoriales des candidats souhaitant abroger la loi ouvrant le mariage aux couples de même sexe.

#### Sénateur
Il présente une liste LR dissidente pour les élections sénatoriales dans le Rhône du 27 septembre 2020. Elle obtient 16,27 % des voix des grands électeurs, ce qui permet à Étienne Blanc d'être élu sénateur.
Au Sénat, il est président du groupe d'information sur le Haut-Karabagh et de la mission d'information sur les influences étatiques extra-européennes dans le monde universitaire et académique français et leurs incidences, ainsi que rapporteur d'une commission d'enquête sur le narcotrafic en France. De ses travaux est issue la loi visant à sortir la France du piège du narcotrafic.
Il soutient Michel Barnier au congrès des Républicains de 2021 en vue de l'élection présidentielle de 2022. Après l'élimination de celui-ci au premier tour, il se range derrière Éric Ciotti au second. Toutefois, son positionnement ambigu vis-à-vis du polémiste Éric Zemmour et de ses propos sur le régime de Vichy le conduisent à quitter la présidence du groupe LR au conseil municipal de Lyon début novembre 2021. Il dément finalement avoir l'intention de rejoindre Éric Zemmour, futur candidat à la présidentielle. Il appelle cependant à l'union des droites, affirmant voir un affaissement dans les prises de position de son parti, menant à une dérive vers la gauche, estime-t-il : « la droite n'est pas à droite », car « dès que vous parlez d'immigration, vous êtes taxés d'extrême droite », ajoutant que « quand il y a un problème, on exclut les gens, les militants ». Il qualifie ainsi Éric Zemmour d'« expression de nos renoncements ».

## Synthèse des résultats électoraux

### Élections législatives
| Année | Parti  | Parti | Circonscription | 1er tour | 1er tour | 1er tour | 2d tour | 2d tour | 2d tour | Issue |
| Année | Parti  | Parti | Circonscription | Voix     | %        | Rang     | Voix    | %       | Rang    | Issue |
| ----- | ------ | ----- | --------------- | -------- | -------- | -------- | ------- | ------- | ------- | ----- |
| 2002  |        | UMP   | 3e de l'Ain     | 20 247   | 43,74    | 1er      | 24 060  | 59,92   | 1er     | Élu   |
| 2007  | 23 722 | UMP   | 3e de l'Ain     | 49,99    | 1er      | 26 378   | 60,20   | 1er     | Élu     |       |
| 2012  | 15 465 | UMP   | 3e de l'Ain     | 41,55    | 1er      | 19 266   | 55,17   | 1er     | Élu     |       |

### Élections municipales
Les résultats ci-dessous concernent uniquement les élections où il est tête de liste.
| Année | Liste | Liste    | Commune       | 1er tour | 1er tour | 1er tour | 2e tour                               | 2e tour                               | 2e tour                               |
| Année | Liste | Liste    | Commune       | Voix     | %        | Rang     | Voix                                  | %                                     | Rang                                  |
| ----- | ----- | -------- | ------------- | -------- | -------- | -------- | ------------------------------------- | ------------------------------------- | ------------------------------------- |
| 2020  |       | LR - UDI | Ville de Lyon | 17 996   | 17,01    | 2e       | Fusion avec la liste de Yann Cucherat | Fusion avec la liste de Yann Cucherat | Fusion avec la liste de Yann Cucherat |

### Élections sénatoriales
Les résultats ci-dessous concernent uniquement les élections où il est tête de liste.
| Année | Partis | Partis   | Département | Voix | %     | Rang | Sièges |
| ----- | ------ | -------- | ----------- | ---- | ----- | ---- | ------ |
| 2020  |        | LR diss. | Rhône       | 579  | 16,27 | 3e   | 1 / 7  |

## Détail des mandats et fonctions
- 14 mars 1983 – 19 mars 1989 : conseiller municipal de Bourg-en-Bresse (Ain)
- 20 janvier 1991 – 9 février 2019 : maire de Divonne-les-Bains (Ain)
- 27 mars 1992 – 5 juillet 2002 : conseiller régional de Rhône-Alpes
- 31 mai 1995 – 24 avril 2014 : président de la communauté de communes du Pays de Gex
- 16 mars 1998 – 11 décembre 1998 : 4e vice-président du conseil régional de Rhône-Alpes
- 19 juin 2002 – 10 mars 2016 : député de la troisième circonscription de l'Ain
- 4 janvier 2016 – 20 octobre 2020 : conseiller régional d'Auvergne-Rhône-Alpes
- 4 janvier 2016 – 20 octobre 2020 : 1er vice-président du conseil régional d'Auvergne-Rhône-Alpes
- Depuis le 4 juillet 2020 : conseiller municipal de Lyon
- Depuis le 1er octobre 2020 : sénateur du Rhône